# Schizocarpum
Schizocarpum é um género botânico pertencente à família Cucurbitaceae.

## Espécies
| - Schizocarpum attenuatum - Schizocarpum dieterleae - Schizocarpum filiforme - Schizocarpum guatemalense - Schizocarpum jaliscanum - Schizocarpum liebmannii | - Schizocarpum longisepalum - Schizocarpum palmeri - Schizocarpum parviflorum - Schizocarpum pilosum - Schizocarpum reflexum - Schizocarpum tripodum |

1. ↑  «Schizocarpum — World Flora Online». www.worldfloraonline.org. Consultado em 19 de agosto de 2020